# Haxhi Zeka
Haxhi Zeka, född den 20 december 1832, död den 21 februari 1902, var en albansk nationalistledare.
Han var medlem i Prizrenförbundet och grundade och ledde dess efterföljare Pejaförbundet. Båda förbunden kämpade för självstyre för albanerna. På grund av sin aktivism mördades han av en serbisk agent med stöd av de osmanska myndigheterna.

### Fotnoter
1. ↑  Jubani, Bep. Historia e popullit Shqiptar: për shkollat e mesme